# Reefer and the Model
Pour plus de détails, voir Fiche technique et Distribution.
Reefer and the Model est un film irlandais, sorti en 1988.

## Fiche technique
- Titre : Reefer and the Model
- Réalisation et scénario : Joe Comerford
- Photographie : Breffni Byrne
- Pays d'origine : Irlande
- Format : Couleurs
- Durée : 93 minutes
- Date de sortie : 1988

## Distribution
- Ian McElhinney : Reefer
- Carol Moore : Teresa 'the Model'
- Sean Lawlor : Spider